# 南あわじ市立市小学校
南あわじ市立市小学校（みなみあわじしりつ いちしょうがっこう）は、兵庫県南あわじ市市福永にある公立小学校。　

## 沿革
- 1880年（明治13年）11月20日 - 正新小学校として開校。
- 1887年（明治20年）1月1日 - 市簡易小学校と改称。
- 1892年（明治25年）1月1日 - 易知小学校と改称。
- 1900年（明治33年）6月1日 - 市尋常小学校と改称。
- 1914年（大正3年）4月1日 - 市尋常高等小学校と改称。
- 1941年（昭和16年）4月1日 - 市国民学校と改称。
- 1947年（昭和22年）4月1日 - 市村立市小学校と改称。
- 1955年（昭和30年）4月1日 - 町村合併により三原町立市小学校と改称。
- 2005年（平成17年）1月11日 - 南あわじ市の発足により南あわじ市立市小学校と改称。

## 通学区域
- 南あわじ市市地区[1]

## 進路状況
ほとんどの児童は南あわじ市立三原中学校へ進学する。

## 著名な出身者
- 片山博視（プロ野球選手）[2]

## 通学区域が隣接している学校
- 南あわじ市立榎列小学校
- 南あわじ市立八木小学校
- 南あわじ市立神代小学校
- 南あわじ市立志知小学校